# Crisis política en Burundi
La crisis política en Burundi consiste en una situación de desestabilidad y violencia políticas que comenzaron con diversos episodios violentos en Burundi a partir del 26 de abril de 2015 debido a las protestas contra el tercer mandato de la candidatura del presidente Pierre Nkurunziza. Uno de los episodios más destacados de esta crisis fue la tentativa de Golpe de Estado que se llevó a cabo el 13 de mayo del mismo año que fracasó el día siguiente.
La crisis política se encuentra activa actualmente. La ACNUDH, Amnistía Internacional y HRW reportaron en 2018 que la mayoría de las organizaciones internacionales fueron expulsadas del país. A lo largo de 2022 y 2023, grupos de derechos humanos internacionales y burundeses documentaron asesinatos, desapariciones, torturas, malos tratos, arrestos arbitrarios y detenciones de opositores; y aunque desde 2017 han empezado a volver muchos de los refugiados que se encontraban en los países vecinos la situación humanitaria sigue siendo terrible.

## Contexto y candidatura de Pierre Nkurunziza
Pierre Nkurunziza es el presidente de Burundi después de que fue elegido por primera vez en 2005 y reelegido en 2010. El 25 de abril de 2015 el presidente anunció que se volvería a presentar a las elecciones presidenciales de Burundi de 2015 para mantener el poder durante un tercer mandato consecutivo. El 5 de mayo su candidatura fue aprobada por la Corte Constitucional del país. Esta decisión resultó controvertida. A continuación, su vicepresidente dimitió alegando que había sufrido «presiones enormes y amenazas de muerte».

## Consecuencias

### Manifestaciones
El 26 de abril hubo importantes manifestaciones de personas contrarias a la reelección del presidente. Estas fueron seguidas por la fuga de unos 25.000 burundeses, sobre todo en Ruanda y de la muerte de más de 22 manifestantes.
Las protestas se reanudaron el 4 de mayo después de una suspensión de dos días convocada por los líderes de las protestas. Las protestas comenzaron pacíficamente, pero al menos dos manifestantes fueron muertos a tiros por la policía después estos lanzaran piedras contra la policía.

### Intento de golpe de Estado en mayo
El 13 de mayo de 2015 el general Godefroid Niyombare, antiguo jefe mayor del ejército de Burundi, anunció en una radio privada un golpe de Estado contra el presidente Nkurunziza mientras éste había viajado a Dar es Salaam, Tanzania. Nkurunziza, sin embargo, desmintió el golpe de Estado y anunció su regreso al país. El general golpista ordenó el cierre de las fronteras y del Aeropuerto Internacional de Buyumbura.
El 14 de mayo los golpistas intentaron tomar el control de la Radio-Televisión Nacional de Burundi que continuaba bajo el control de las fuerzas leales al gobierno. Además, también hubo combates para controlar otros medios de comunicación como la Radio Pública Africana. Por la tarde del mismo día, Pierre Nkurunziza anunció que había retornado a Burundi.
El 2 de mayo, el ministro de Defensa, el general Pontien Gaciyubwenge, había declarado que el ejército era neutral y llamó a poner fin a los ataques contra los derechos de los ciudadanos. El 3 de mayo el jefe del Estado Mayor del Ejército General Prime Niyongabo declaró que «sigue siendo y seguirá siendo un ejército republicano y leal que es respetuoso de las leyes y normas de Burundi y de los que gobiernan».

### Ataques del 11 de diciembre
Tres campamentos militares y la escuela de oficiales en Buyumbura fueron atacados el 11 de diciembre de 2015. Según los informes, varios soldados murieron, pero el gobierno dijo que los ataques habían fracasado. 87 leales al gobierno murieron, 45 fueron capturados, y 97 armas fueron incautadas. Del lado del general Niyombare fallecieron ocho soldados y policías y 21 resultaron heridos.

### Comunicaciones y educación
El gobierno cerró la Radio Pública Africana y bloqueó los servicios de mensajería instantánea y las redes sociales con el pretexto de que se utilizan para coordinar las protestas. Reporteros Sin Fronteras condenó las restricciones a la prensa y la comunicación de los ciudadanos. Todas las universidades del país fueron cerradas.

## Refugiados
Por 6 de mayo de las Naciones Unidas informó que 40.000 personas habían huido en busca de seguridad en Ruanda, la República Democrática del Congo y Tanzania. El 13 de mayo, al menos 10.000 personas habían huido. El 14 de mayo, la ONU dijo que más de 70.000 personas habían huido del país. El 18 de mayo de 2015, la cifra había aumentado hasta 112.000 refugiados y solicitantes de asilo.

## Reacciones internacionales
Estados
- Bélgica: A principios del mes de mayo, Bélgica anunció que suspendería su ayuda financiera al proceso electoral burundés.[26]
- Estados Unidos: El 4 de mayo, el secretario de Estado de los Estados Unidos, John Kerry, dijo que su país estaba «profundamente preocupado» por la situación.[2]
- Sudáfrica: El 19 de mayo, Sudáfrica pidió a Burundi posponer indefinidamente las elecciones previstas hasta la estabilidad regresara.[27]

Organismos internacionales
- Unión Africana: El 7 de mayo, la Presidente de la Comisión de la Unión Africana, Nkosazana Dlamini-Zuma, instó al gobierno a posponer las elecciones debido a la inestabilidad.[28] El 18 de diciembre, el Consejo de Paz y Seguridad de la Unión Africana autorizó "MAPROBU", una misión de mantenimiento de la paz de hasta 5.000 soldados de paz. Amenazó a invocar el artículo 4 (h) de la Ley Constitutiva de la Unión Africana, lo que le permite desplegar una fuerza de intervención, incluso sin el consentimiento del gobierno anfitrión, si el gobierno de Burundi no aceptaba el MAPROBU dentro de las 96 horas.[29]
- Comunidad Africana Oriental: El organismo expresó su preocupación por el número de personas que buscan refugio en los países vecinos por temor a la violencia.[30] Los ministros de exteriores de Ruanda, Tanzania, Kenia y Uganda luego viajaron al país para mantener conversaciones para tratar de poner fin a la crisis.[31]
- Unión Europea: El 11 de mayo la Unión Europea pidió información sobre los escrutinios legislativos y presidenciales.[32]
- Organización de las Naciones Unidas: El Secretario General de las Naciones Unidas, Ban Ki-moon, pidió a las autoridades de Burundi llevar a cabo una investigación sobre las muertes que se produjeron durante las manifestaciones para que los responsables rindan cuentas.[33] La ONU trató de facilitar las conversaciones entre el gobierno, la oposición y grupos de la sociedad civil.[31] El Consejo de Seguridad de las Naciones Unidas se reunió el 9 de noviembre para discutir sobre la crisis, a instancias de la delegación de Francia.[34]